# Margit Gaard Joensen
Margit Gaard Joensen (* 12. Februar 1974) ist eine ehemalige färöische Fußballspielerin.

## Verein
Margit Joensen bestritt ihre gesamte Karriere bei KÍ Klaksvík. Zwischen 1991 und 2001 absolvierte sie 85 Ligaspiele, das erste davon am zweiten Spieltag 1991 bei der 0:3-Auswärtsniederlage gegen ÍF Fuglafjørður. Ein Jahr später, zu dem Zeitpunkt zählte sie bereits zu den Stammspielern, gelang ihr am 14. Spieltag beim 1:0-Heimsieg gegen VB Vágur das erste Tor. 1996 stand sie erstmals im Finale des Pokals, welches mit 1:3 gegen HB Tórshavn verloren wurde. Nach einer einjährigen Pause kehrte sie 1998 wieder als Stammspielerin zurück. Ein Jahr später bestritt sie nur noch fünf Ligaspiele. Das Pokalfinale wurde erneut gegen HB Tórshavn mit 3:4 nach Verlängerung verloren. 2000 gelang dann schließlich das Double aus Meisterschaft und Pokal, wobei die Revanche gegen HB durch ein 2:0 gelang. Damals befanden sich unter anderem Rannvá Biskopstø Andreasen, Malena Josephsen, Annelisa Justesen, Bára Skaale Klakstein und Ragna Biskopstø Patawary in der Mannschaft von KÍ. 2001 gelang erneut die Meisterschaft, im Pokal unterlag KÍ Klaksvík jedoch gegen HB Tórshavn nach Elfmeterschießen. In beiden Wettbewerben kam Joensen nicht zum Einsatz. Nach einer längeren Pause bestritt sie 2008 ein weiteres Erstligaspiel für den Verein und zählte somit unter anderem mit Rannvá Biskopstø Andreasen, Olga Kristina Hansen, Malena Josephsen, Bára Skaale Klakstein und Randi Wardum zur Meistermannschaft. Danach beendete sie ihre Karriere.

## Nationalmannschaft
Für die Nationalmannschaft der Färöer lief Joensen zwischen 1995 und 1996 insgesamt acht Mal auf. Ihr Debüt gab sie bei der ersten offiziellen Partie am 24. September 1995 im EM-Qualifikationsspiel gegen Irland in Toftir, welches mit 0:2 verloren wurde. Joensen wurde dabei in der 71. Minute für Anja Rein eingewechselt. Am 8. Juni 1996 spielte sie im EM-Qualifikationsspiel gegen Wales bei der 0:1-Niederlage in Toftir zum letzten Mal für das Nationalteam.

## Erfolge
- 2× Färöischer Meister: 2000, 2008
- 1× Färöischer Pokalsieger: 2000